# Бредбъри (награда)
Награда „Бредбъри“ (на английски: Bradbury Award) се връчва от Асоциацията на американските писатели на научна фантастика и фентъзи. От 2010 година се присъжда ежегодно на церемонията на наградите Небюла на мястото на преустановената „Небюла за най-добър сценарий“.

## Победители и номинирани
| Година | Номинирани                                                                              | Продукция                                |
| ------ | --------------------------------------------------------------------------------------- | ---------------------------------------- |
| 1992   | Джеймс Камерън                                                                          | „Терминатор 2: Денят на страшния съд“    |
| 1999   | Джей Майкъл Стразински                                                                  | „Вавилон 5“                              |
| 2001   | Юри Расовски и Харлан Елисън                                                            | „2000X“                                  |
| 2008   | Джос Уидън                                                                              | за цялостен принос                       |
|        |                                                                                         |                                          |
| 2010   | Нийл Бломкамп и Тери Тачел                                                              | „Сектор 9“                               |
| 2010   | Джей Джей Ейбрамс, Роберто Орси и Алекс Кърцман                                         | „Стар Трек“                              |
| 2010   | Джеймс Камерън                                                                          | „Аватар“                                 |
| 2010   | Дънкан Джоунс и Нейтън Паркър                                                           | „Луна“                                   |
| 2010   | Пийт Доктър, Боб Питърсън и Томас Маккарти                                              | „В небето“                               |
| 2010   | Хенри Селик                                                                             | „Коралайн и тайната на огледалото“       |
| 2011   | Кристофър Нолан                                                                         | „Генезис“                                |
| 2011   | Пиер Кофен, Крис Рено, Кен Дорио, Чинко Пол и Серджо Пабло                              | „Аз, проклетникът“                       |
| 2011   | Джони Кемпбъл и Ричард Къртис                                                           | Доктор Кой: „Винсент и Доктора“          |
| 2011   | Крис Сандърс, Дийн Деблоа и Уилям Дейвис                                                | „Как да си дресираш дракон“              |
| 2011   | Едгар Райт и Майкъл Бакол                                                               | „Скот Пилгрим срещу света“               |
| 2011   | Джон Ласитър, Андрю Стантън, Лий Ънкрич и Майкъл Арнд                                   | „Играта на играчките 3“                  |
| 2012   | Ричард Кларк и Нийл Геймън                                                              | Доктор Кой: „Съпругата на Доктора“       |
| 2012   | Джордж Нолфи                                                                            | „Агенти на съдбата“                      |
| 2012   | Джо Корниш                                                                              | „Attack the Block“                       |
| 2012   | Джо Джонстън, Кристофър Маркъс и Стивън Макфили                                         | „Капитан Америка: Първият отмъстител“    |
| 2012   | Мартин Скорсезе и Джон Логан                                                            | „Изобретението на Хюго“                  |
| 2012   | Уди Алън                                                                                | „Полунощ в Париж“                        |
| 2012   | Бен Рипли и Дънкан Джоунс                                                               | „Първичен код“                           |
| 2013   | Бен Зайтлин и Луси Алибар                                                               | „Зверовете на дивия юг“                  |
| 2013   | Джос Уидън и Зак Пен                                                                    | „Отмъстителите“                          |
| 2013   | Дрю Годард и Джос Уидън                                                                 | „Хижа в гората“                          |
| 2013   | Гари Рос, Сюзан Колинс и Били Рей                                                       | „Игрите на глада“                        |
| 2013   | Андрю Стантън, Марк Андрюс и Майкъл Шейбон                                              | „Джон Картър“                            |
| 2013   | Раян Джонсън                                                                            | „Looper: Убиец във времето“              |
| 2014   | Алфонсо Куарон и Джонас Куарон                                                          | „Гравитация“                             |
| 2014   | Себастиан Кордеро и Филип Джелат                                                        | „Европа“                                 |
| 2014   | Ник Хъран и Стивън Мофат                                                                | Доктор Кой: „Денят на Доктора“           |
| 2014   | Спайк Джоунс                                                                            | „Тя“                                     |
| 2014   | Франсис Лорънс, Саймън Бюфо и Майкъл Арнд                                               | „Игрите на глада: Възпламеняване“        |
| 2014   | Гилермо дел Торо и Травис Бийчам                                                        | „Огненият пръстен“                       |
| 2015   | Джеймс Гън и Никол Пърлман                                                              | „Пазители на Галактиката“                |
| 2015   | Алехандро Гонсалес Иняриту, Николас Джакобоне, Александър Динеларис младши и Армандо Бо | „Бърдмен“                                |
| 2015   | Кристофър Маркъс и Стивън Макфили                                                       | „Завръщането на първия отмъстител“       |
| 2015   | Кристофър Маккуори, Джез Бътъруърт и Джон Хенри Бътъруърт                               | „На ръба на утрешния ден“                |
| 2015   | Джонатън Нолан и Кристофър Нолан                                                        | „Интерстелар“                            |
| 2015   | Фил Лорд и Кристофър Милър                                                              | „LEGO: Филмът“                           |
| 2016   | Джордж Милър, Брендън Маккарти и Нико Латурис                                           | „Лудия Макс: Пътят на яростта“           |
| 2016   | Пит Доктър, Рони дел Кармен, Мег Лефов и Джош Кули                                      | „Отвътре навън“                          |
| 2016   | Скот Рейнолдс, Мелиса Розенберг и Джейми Кинг                                           | Джесика Джоунс: „Усмихни се“             |
| 2016   | Алекс Гарланд                                                                           | „Ex Machina: Бог от машината“            |
| 2016   | Дрю Годард                                                                              | „Марсианецът“                            |
| 2016   | Джей Джей Ейбрамс, Лорънс Касдан и Майкъл Арнд                                          | „Междузвездни войни: Силата се пробужда“ |